# Insubri

Le popolazioni della Gallia cisalpina 391-192 a.C.

Gli Insubri furono una popolazione, stanziata nell'Italia nord-occidentale, di origine proto-celtica o Gallica. 

## L'appartenenza etnica
Riguardo all'origine etnica degli Insubri, vi sono due tesi principali: la prima li vuole popolazione Gallica, derivante dall'ipotetica migrazione, nei secoli VII e VI a.C., di tribù Galliche nell'Italia nord-occidentale. La seconda vuole che sia un gruppo già pre-esistente e parte della precedente Cultura di Golasecca, quindi di ambito proto-celtico (in quanto unione della cultura Cultura di Canegrate e della Cultura di Polada)
Sugli Insubri scrisse lo storico latino Tito Livio. Secondo i suoi scritti tutta l'Italia settentrionale (compresa tra lo spartiacque alpino a nord e ovest, i fiumi Adda ed Oglio a est e l'Appennino emiliano a sud) subì, nel corso dei secoli, ripetute invasioni di tribù celtiche provenienti dalla Gallia. Sostenne che oltre all'invasione celtica del IV secolo a.C. ve ne fu un'altra precedente, databile attorno alla fine del VII e gli inizi del VI secolo a.C. Quest'ipotesi, però, oltre ad essere sostenuta tra gli storici antichi solo da Tito Livio, non riscontra accertamenti sotto il profilo archeologico. Se l'ipotesi dell'invasione celtica dei secoli VII/VI fosse veritiera si sarebbero dovuti riscontrare notevoli e drastici cambiamenti negli usi e costumi di queste popolazioni “golasecchiane” attorno a quel periodo storico. Lo studio degli oggetti rinvenuti nei corredi funebri riconducibili alla cultura di Golasecca tra il X ed il IV secoli a.C. (data della prima accertata invasione gallica dell'Italia settentrionale), invece, provano una progressiva e lenta evoluzione culturale senza nessun radicale mutamento. In essi sono sì presenti elementi provenienti dalla zona culturale celtica d'oltralpe, ma vi sono anche elementi provenienti dalla zona culturale venetica, halstattiana (proto-Celtica) e, pure, etrusca.

## Civiltà e società degli Insubri
Quella della civiltà degli Insubri, dunque, fu un'evoluzione lenta e con ritmi propri. Grazie agli scambi culturali e commerciali con le zone limitrofe, come l'Etruria padana, la Venetia e la Gallia transalpina, gli Insubri seppero progredire e crearsi una società. Alla luce dei ritrovamenti archeologici si può ipotizzare che la loro fu una società oligarchica, dove il potere era in mano a pochi signori.

## La scrittura
Gli Insubri, così come tutte le altre popolazioni appartenenti alla cultura di Golasecca, lasciarono poche testimonianze scritte. I ritrovamenti sono, per la maggior parte, databili attorno al V secolo a.C. Importanti sono le ceramiche iscritte, rinvenute presso centri abitati e tombe. Molte iscrizioni, però, comprendono una sola parola o, talvolta, singole lettere, essendo le ceramiche rinvenute per lo più in cattivo stato di conservazione. Analizzando i ritrovamenti si è scoperto che nell'area della cultura di Golasecca, comprendente quella insubrica, vennero usate due forme di alfabeto, una successiva all'altra. Il primo è detto alfabeto di Lugano (o leponzio), una delle cinque principali varietà di alfabeto italico settentrionale derivato dall'alfabeto nord-etrusco , utilizzato nelle iscrizioni databili dal VI al V secoli a.C. Il secondo alfabeto non è altro che un'evoluzione dell'alfabeto leponzio. Venne utilizzato nelle iscrizioni databili II-I secoli a.C. e differisce dal primo per qualche particolare (nel leponzio v'è la presenza del diagramma, del theta, la lettera “A” ricalca la grafia etrusca, mentre nel secondo scompaiono diagramma e theta e la lettera “A” prende la forma di un diagramma o, a volte, la traversa interna diviene parallela a uno dei due lati della lettera).

## La fondazione di Mediolanum (Milano)
Secondo la tradizione leggendaria riportata da Tito Livio e poi ripresa in epoca medioevale da Bonvesin de la Riva la fondazione di Milano avvenne nel VI secolo a.C. nel luogo dove fu trovata una scrofa semilanuta, per opera della tribù celtica guidata da Belloveso, che sconfisse gli Etruschi, popolazione che fino ad allora aveva dominato la zona, nella battaglia del Ticino.
Secondo invece gli storici moderni, Milano fu fondata intorno al 590 a.C., forse con il nome di Medhelan, nei pressi di un santuario da una tribù celtica facente parte del gruppo degli Insubri e appartenente alla cultura di Golasecca. L'antico abitato celtico, che fu in seguito ridenominato dagli antichi Romani, come è attestato da Tito Livio, Mediolanum, venne poi, da un punto di vista topografico, sovrapposto e sostituito da quello romano. La città romana fu poi a sua volta gradualmente sovrapposta e rimpiazzata da quella medievale. Il centro urbano di Milano è quindi costantemente cresciuto a macchia d'olio, fino ai tempi moderni, attorno al primo nucleo celtico.

## L'invasione celtica
L'inizio del IV secolo a.C. vide tutta l'Italia nord occidentale invasa da popolazioni celtiche provenienti dalla Gallia e dalla Boemia. A differenza di altre popolazioni del nord Italia, però, gli Insubri a quanto pare seppero resistere all'invasione mantenendo un'identità di popolo o quantomeno il nome che li contraddistingueva. I nuovi arrivati mutarono radicalmente la società insubre, tanto da confondere gli storici latini sulla loro origine pre-gallica.

## Dalle lotte contro Roma alla cittadinanza romana
Gli Insubri erano già certamente una nazione coesa e forte quando vengono citati dalle fonti storiche per la prima volta. Successivamente alla promulgazione (228 a.C.) della Lex Flaminia, che lottizzava le terre dei Senoni e le assegnava ai coloni romani, aderirono a una sorta di confederazione di popoli celtici cisalpini, che tentarono di opporsi in armi alla crescente influenza romana. Nel 225 a.C. gli Insubri, assieme a Boi, Taurini, Lingoni e Gesati, invasero l'Italia centrale con l'obiettivo di indebolire le città dei Socii italici di Roma: ma sulla via del ritorno vennero intercettati dai due eserciti consolari (guidati uno dal console L. Emilio Papo, l'altro da G. A. Regolo) presso la località di "Campo Regio" (vicino al promontorio di Telamone) e duramente sconfitti. 
Nel 223 i consoli G. Flaminio Nepote a P. Furio Filo tentano una spedizione in Insubria partendo da Brixia (Brescia) e gli Insubri li fermano al fiume Chiese (o forse l'Oglio: il racconto di Livio è incerto) e nella battaglia che ne segue i Romani reclamano la vittoria, ma devono abbandonare l'impresa. L'anno dopo (222 a.C.) i Romani, insieme ai loro alleati fra cui i Cenomani, attaccarono ancora il territorio degli Insubri che furono nuovamente sconfitti a Clastidium (Casteggio): in quell'occasione sia Polibio che Tito Livio menzionano espressamente il re (o forse comandante) degli Insubri ("dux Insubrorum"), Viridomaro, che rimase ucciso nella battaglia. Nel 221 a.C. i consoli Gneo Cornelio Scipione Calvo e Marco Claudio Marcello occuparono Milano e gli Insubri, assieme alle altre popolazioni assoggettate, furono costretti all'alleanza con Roma, come di consueto avveniva dopo le vittorie romane. Ai margini del loro territorio, e in prossimità di due importantissime rotte commerciali, i Romani fondarono le colonie di Cremona e Placentia (Piacenza) e vi installarono coloni latini, cosa molto mal tollerata dai capi insubri che si prepararono per la rivincita.
All'arrivo in Italia di Annibale nel 218 a.C. gli Insubri si ribellarono e si unirono, assieme a molti altri popoli celtici cisalpini (Boi in particolare) all'esercito cartaginese a cui fornirono importantissimi rifornimenti di uomini e risorse, e con cui divisero le sorti: parteciparono alle battaglie della Trebbia e alla Battaglia del Lago Trasimeno il console romano Flaminio, che cinque anni prima aveva distrutto Milano, viene ucciso da un cavaliere insubre di nome Ducario. Alla battaglia di Canne (2 agosto 216 a.C.) gli Insubri erano certamente presenti sia nella fanteria che nella cavalleria celtica alleata di Annibale.
Già in precedenza avevano appoggiato suo padre Amilcare. 
Solo nel 194 a.C. strinsero definitivamente alleanza con i Romani. Nell'89 a.C. con la lex Pompeia de Transpadanis, gli Insubri ottennero la cittadinanza latina e nel 49 a.C. quella romana. La romanizzazione degli Insubri fu profonda e precoce, come testimoniano gli scrittori e poeti romani originari di questa regione (a partire da Cecilio Stazio, poco dopo la presa di Mediolanum, l'attuale Milano) e le forme architettoniche già dall'età repubblicana.